# 雅虎香港
雅虎香港（英語：Yahoo! Hong Kong）是雅虎於1999年在香港成立的分站。雅虎在創立初期的市場佔有率巨大，競爭對手為Google、MSN、新浪網。雅虎香港曾推出多個功能，例如雅虎網上對戰遊戲、拍賣、聯盟等，不過多個功能歷經重整後均取消，現時主力於發展新聞及資訊內容，為用戶轉載大量不同網站的文章，另亦邀請多位名人擔任專欄作家。截至2021年10月，雅虎香港在Alexa的流量統計中佔全港第6位。

## Yahoo!搜尋人氣大獎
2005年起，雅虎香港每年舉辦Yahoo!搜尋人氣大獎，根據網民於雅虎香港搜尋器的搜尋數據所反映的互聯網熱門程度，向受歡迎的娛樂圈人物頒發相關年度獎項，是香港首個由網站所舉辦之綜合頒獎禮。

## Yahoo TV
2017年4月推出影音直播平台Yahoo TV，「速食電視」要為觀眾提供「幾分鐘一集，一眼睇晒」的自家製節目。

## 歷代標誌
- 雅虎香港第一代標誌（1999年至2009年）
- 雅虎香港第二代標誌（2009年至2013年）
- 雅虎香港第三代標誌（2013年至2019年）
- 雅虎香港第四代標誌（2019年起）

## 外部連結
- 雅虎香港 （页面存档备份，存于） （繁體中文）
- Yahoo TV （页面存档备份，存于） （繁體中文）